# Evergreens
Evergreens: Celebrating Six Decades on Columbia Records é um álbum de compilação lançado pela cantora e atriz americana Barbra Streisand em 27 de outubro de 2023 pela Columbia Records.
Apresenta 21 gravações "favoritas pessoais" da longa história de gravações de sessenta anos de Streisand, bem como uma nova mixagem da faixa-título Evergreen (Love Theme from A Star Is Born), com faixas da maioria dos álbuns de estúdio de Barbra.
O álbum foi lançado no mesmo dia que a reedição do 40º aniversário de sua trilha sonora para o filme de 1983 Yentl, que ela dirigiu e estrelou. Ele também foi lançado para promover suas então futuras memórias My Name is Barbra.

## Lista de faixas
| Evergreens: Celebrating Six Decades on Columbia Records track listing |                                                                   |         |  |
| N.º                                                                   | Título                                                            | Duração |  |
| 1.                                                                    | "I'll Tell the Man in the Street"                                 | 3:10    |  |
| 2.                                                                    | "Bewitched (Bothered and Bewildered)"                             | 2:54    |  |
| 3.                                                                    | "Absent Minded Me"                                                | 3:09    |  |
| 4.                                                                    | "The Shadow of Your Smile"                                        | 2:49    |  |
| 5.                                                                    | "Where or When"                                                   | 3:06    |  |
| 6.                                                                    | "Ma prèmiere chanson"                                             | 2:20    |  |
| 7.                                                                    | "I Don't Know Where I Stand"                                      | 3:45    |  |
| 8.                                                                    | "I Never Meant to Hurt You"                                       | 3:48    |  |
| 9.                                                                    | "Letters That Cross in the Mail"                                  | 3:39    |  |
| 10.                                                                   | "Answer Me"                                                       | 3:19    |  |
| 11.                                                                   | "Tomorrow"                                                        | 2:57    |  |
| 12.                                                                   | "Can't Help Lovin' That Man"                                      | 3:32    |  |
| 13.                                                                   | "Two People"                                                      | 3:39    |  |
| 14.                                                                   | "Some Enchanted Evening"                                          | 3:55    |  |
| 15.                                                                   | "I Believe" (single version)                                      | 3:25    |  |
| 16.                                                                   | "Isn't It a Pity?"                                                | 5:23    |  |
| 17.                                                                   | "Moon River"                                                      | 3:43    |  |
| 18.                                                                   | "Here's to Life" (orchestra version)                              | 4:35    |  |
| 19.                                                                   | "The Windmills of Your Mind"                                      | 3:54    |  |
| 20.                                                                   | "Who Can I Turn To? (When Nobody Needs Me)" (with Anthony Newley) | 4:24    |  |
| 21.                                                                   | "Lady Liberty"                                                    | 3:52    |  |
| 22.                                                                   | "Evergreen (Love Theme from A Star Is Born)" (2023 mix)           | 3:27    |  |
| Duração total:                                                        | Duração total:                                                    | 78:45   |  |

## Tabelas
| Tabela musical (2023)              | Melhor posição |
| ---------------------------------- | -------------- |
| Escócia (Official Scottish Albums) | 35             |
| Reino Unido (UK Digital Albums)    | 64             |